# 东学党起义
东学党起义，朝鲜称甲午农民战争（朝鲜语：／ Gabo Nongmin Jeonjaeng），韩国称东学农民革命（韩语：／）、东学革命（韩语：／ Donghak Hyeongmyeong）或东学农民运动（韩语：／ Donghak Nongmin Undong），是19世纪下半叶在朝鲜发生的一次反对两班贵族和日本等外国势力的農民武装起义运动，是中日甲午战争的導火線。
东学党起义分为两个部分，是朝鲜半岛历史上的一次以惩治贪官污吏，斥倭斥洋为目的的农民起义。第一次起义主要是反封建统治的斗争。1894年1月10日，东学南接派代表人物全琫准在全罗道古阜率领当地农民起义。起义军攻克古阜后，大败朝鲜朝廷派来镇压的官兵，起义队伍不断扩大，很快控制朝鲜南方三道，并最终攻下全罗道首府全州。此后，农民起义在朝鲜全国范围内形成规模。朝鲜封建统治者一方面向清政府请求援兵，一方面与农民起义军议和。双方最终签署《全州和约》，停火撤军，并设立执纲所改革弊政。
第二次起义主要是反侵略的斗争。清朝援兵到达朝鲜后，蓄谋已久的日本借机以保护使馆和侨民安全为由向朝鲜增兵，最终导致中日甲午战争的爆发。为抵御日本侵略，全琫准带领农民军北上再次起义。由于武器装备落后，缺乏正规军事训练，农民起义军在忠清道公州的战役中失利，此后一蹶不振。全琫准后因叛徒出卖被捕，后被日本人和亲日政府处死。

## 背景
朝鲜开港后，原本闭关锁国的朝鲜遭到日本和欧美列强的侵略。清政府为维护自己在朝鲜的宗主国利益，也频繁干涉朝鲜内政、外交，先后派兵镇压朝鲜国内的壬午兵变、甲申政变。各国列强，尤其是日本在朝鲜大量搜刮财富，谋取经济利益。腐朽的朝鲜封建统治阶级面对内忧外患，依然横征暴敛，导致民不聊生，农民起义此起彼伏。:479-483:373-408
与此同时，以天主教为代表的西方文化（“西学”）冲击着朝鲜传统社会。1860年，庆州人崔济愚经数年修道感悟，开创与西学相抗衡的“东学”。崔济愚认为：“儒教拘于名节，未达玄妙；佛教入于寂灭，而绝伦常；道教悠悠自然，缺乏治平”，“古道衰弱，西教乘虚而入，因而国运危险。……西教是亡国家、灭百姓的邪教”。他声称：“天主突然降临他的草堂，授以不死仙药和咒文，命他代天主布教济民”。
带有反洋教、反侵略性质的东学倡导人人生来平等的思想，信徒众多，势力不断扩大，引起朝鲜封建统治者的担忧。由于东学也信奉天主，东学和天主教都被朝鲜朝廷视为邪教，遭到镇压。1864年4月15日，崔济愚被庆尚道观察使徐宪淳以左道惑民之罪处死。东学第二任教主崔时亨曾数次发起为教祖申冤、给东道教平反的请愿与起义，但无果而终。不过在控诉申冤运动中，以“讨倭斥夷”为旗帜的东学党开始形成。1893年东学教解散后，朝鲜朝廷对东学教徒的镇压有增无减，最终导致东学党起义的爆发。

## 经过

### 第一次起义：反封建斗争

#### 古阜农民起义

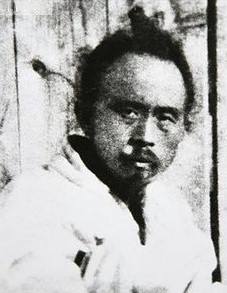
东学党起义领袖全琫准

1892年，贪官赵秉甲就任全罗道大米集散地古阜的郡守。赵秉甲对农民横征暴敛，同时将市场上低价买到的劣质大米上缴国库，从中牟取暴利。1893年12月，40多名愤愤不平的古阜农民前往衙门理论，被赵秉甲当作乱民打入牢中严刑拷打。次年1月，东学党古阜领袖全琫准的父亲全彰赫带领60多名农民前往郡衙要求赵秉甲改除弊政，再次被其关入大牢。年迈的全彰赫在狱中被打死。:10-11:408-409
1894年1月10日（农历2月15日），全琫准带领古阜和泰安两郡数千农民起义。手持镰刀、铁锹、木棍的农民很快攻陷古阜郡衙，占领武器库。赵秉甲仓皇逃走。起义农民烧毁地契、卖身契，释放牢中无辜百姓，开仓放粮，并联系附近东学党接主一起“辅囯安民”。全罗监司指派更为凶恶的长兴府使李容泰率800名官兵赴古阜镇压起义。3月29日，全琫准率起义军攻克泰仁郡，后又很快攻下军事要地白山。起义农民以白山为基地，对现有和前来投奔的人员进行整编，形成13000人的起义军。整编后的起义军提出了“不杀人，不伤物；忠孝双全，济世安民；逐灭倭夷，澄清圣道，驱兵入京，尽灭权贵。”的行动纲领，打出“逐灭倭夷，尽灭权贵”的口号。:12-14:485-487:410
古阜起义震惊朝鲜全国，朝鲜朝廷派两湖招讨使洪启薰率千余人装备美国新式武器的京城官兵从仁川经海路至群山浦，前往古阜镇压。与此同时，朝鲜朝廷又派全罗道观察使金文铉率由营兵和褓负商组成的千余人讨伐队，前去讨伐。4月6日，起义军在古阜郡黄土岘战役中声东击西大胜金文铉。讨伐队几乎全军覆没。金文铉带领少数残兵败将退至全州。4月7日，到达全州的洪启薰得知金文铉的惨败后，惧于起义军的声势，龟缩在城内向朝廷请求援兵，士兵逃跑甚多。:15- 17:485-487:411-412
4月9日，起义军先后攻下兴德和高敞，次日又攻克茂长。在茂长，起义军发布文告，前来投奔起义军的人越来越多，“队伍长达三里”。4月18日，龟缩在全州的洪启薰得知朝廷援兵将至后，出城南下追杀全琫准，4月21日追至灵光。4月23日，全琫准率兵回师北上，大败洪启薰并缴获大量先进的武器弹药和三门大炮。起义军乘胜追击，先后攻克灵光、咸平、务安，很快控制南方三道。:17- 20:487-488:412

#### 全州和约
大败洪启薰之后，全琫准率兵向全罗道首府全州挺进，4月28日到达全州。洪启薰紧随其后。全琫准决定在洪启薰到达全州前立刻发动攻势。午时，起义军从城门发起猛烈攻击，城内百姓纷纷响应。全州判官闵泳升仓皇逃走，守城官兵四处逃窜。全州城很快就被全琫准的起义军攻克，城头飘扬起“辅囯安民”、“除暴安良”的旗帜。洪启薰率1500名京师赶到全州后，在全州城南的完山俯城炮轰起义军。但起义军固守城池，英勇抵抗，洪启薰无法攻克全州城。:20- 22:488:412-414
全罗道首府全州是朝鲜太祖李成桂（全州李氏）的祖籍地。起义军攻克全州在朝鲜全境产生影响强烈。忠清道、庆尚道、京畿道、江原道、黄海道和南方各道纷纷爆发农民起义，形成星火燎原之势。全琫准原本联合忠清道起义农民北上直取汉城。但北上的计划遭到东学第二任道主崔时亨和其它领袖的坚决反对：“借道酿乱不义也。湖南全琫准和湖西徐璋玉皆为国家之罪人、师门之逆贼。吾辈当聚力而攻之。”为阻止起义军北上，惊恐的朝鲜封建统治者一方面向清政府告急，请求援兵，另一方面让洪启薰和新任全罗监司金鹤镇与起义军议和。他们称起义军与官兵交战必将使全州古城遗迹遭到毁灭性的破坏，而且会使外国势力趁乱入侵朝鲜。他们提议双方都撤出全州，并同意起义军提出的任何要求。由于起义军伤亡严重而且正值农忙时节，很多农民义军无心应战，全琫准最终同意与朝廷和解。双方在6月10日签署《全州和约》，停战、撤军。根据《和约》，朝廷同意起义军以下12条要求: :25- 28:488-489:414-416
1. 消除政府与教徒之间的宿怨，共同协力庶政
2. 清查贪官污吏的罪行，从严惩处
3. 严惩横暴富豪
4. 严惩不良的儒林两班
5. 烧毁奴婢文书
6. 改善七种贱民待遇，不得强制白丁戴平壤笠
7. 准许年轻寡妇改嫁
8. 废除一切苛捐杂税
9. 打破门阀任用官吏
10. 严惩私通日本者
11. 废止既往一切公私债务
12. 平分土地

此外，双方还同意设置执行协议的执纲所。《全州和约》签署后，起义军撤出全州，退往顺昌、南原一带。全琫准等农民起义领袖的工作开始转向执纲所的建立。执纲所由一名执纲和书记、省察、执事等议事员组成。各级官吏必须协助执纲所改革弊政。全罗道有53个郡建立起了执纲所。首府全州还建立起更高一级的大都所。不过由于官吏的阻挠，起义农民的要求没能得到很好的落实。:28- 29:489:418-420

### 第二次起义：反侵略斗争

#### 中日战争的爆发

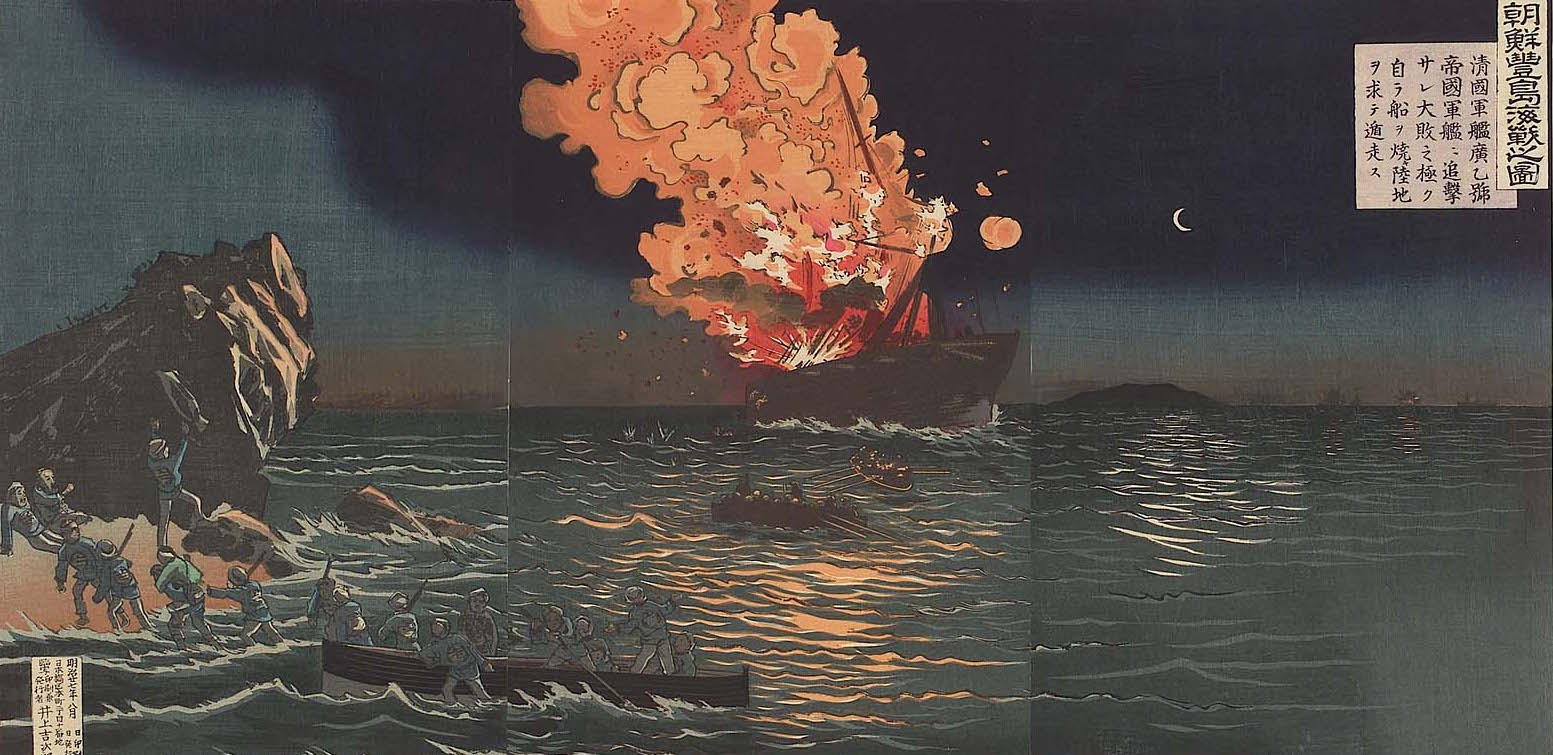
小林清親在1894年8月繪畫的豐島海戰浮世繪

1894年6月8至10日，应朝鲜的请求，清政府派出的援兵进驻汉城南部的牙山。此时，朝鲜政府已与农民起义军和解。为避免与日军冲突，清军并没有入汉城，军舰也没有入仁川港。日本在得知朝鲜向清政府求援后就开始以保护使馆和侨民为借口向朝鲜增兵。6月13日，朝鲜政府致信袁世凯，要求清兵撤离以避免日本军事入侵。清政府旋即同意了朝鲜的撤兵请求，并向日本提出双方同时撤军。日本则提出“日中共同改革朝鲜内政”，遭到清政府的拒绝。:30:490:420-421
此后，日本改为单方面向朝鲜施压，要求朝鲜“改革内政”，否则动用武力。7月20日，日本向朝鲜发出3天内废除与清政府一切条约的最后通牒。在3日期限到达的7月23日凌晨，日军攻占了朝鲜王宫，推翻闵妃集团，逼迫高宗将国家大权转交给兴宣大院君，并成立了以金弘集为首的亲日内阁。日本旋即唆使金弘集政府废除与清政府的一切条约，并委托日本驱出清军。:31:490-491:421
1894年7月25日，日本对清不宣而战，炮轰停泊在朝鲜牙山湾豐島的清朝军舰，史称“丰岛海战”，从而挑起中日甲午战争，清军在战争中节节败退。9月初，日军将清军逐出朝鲜，战场由朝鲜半岛转移到中国。:31:491:422

#### 公州决战
清军被逐出朝鲜半岛后，金弘集亲日政府和日军开始将矛头转向农民起义军。1894年9月，全琫准在全罗道参礼邑与各地东学教接主商讨第二次起义。但以忠清道崔时亨为代表的北接派仍然反对全罗道南接派北上。但随着金弘集亲日政府和日军对东学教徒迫害的加剧，北接派最终也加入南接派北上讨伐日寇的队伍。10月15日，全琫准率各地汇集而来的起义军攻克忠清道南部的谷物集散地论山。次日，起义军发布檄文，怒斥日本侵略和亲日派卖国行为，号召全国人民与起义军一起“驱兵入京，尽灭权贵，澄清圣道，济世安民”。:32-34:491-492:422-423
10月23日，起义军到达敬川，直逼忠清道首府公州。25日，起义军兵分三路发起攻势，因缺乏攻城大炮，久攻不克。由于伤亡甚多，起义军回退至论山。11月8日，起义军兵分两路再次发起进攻。但由于武器装备落后，缺乏正规军事训练，起义军再次败退至论山。日军乘胜追到论山。起义军与日军和朝鲜政府军血战11天后，论山失守。:34-36:491-492:423-424

## 结局

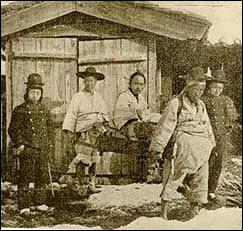
1894年12月被逮捕押送到汉城府的全琫准

论山失守后，全琫准的起义军继续南退。期间，曾数次与日军周旋但都没能挽回局面。在全罗道顺昌郡，全琫准将部队分散成几个小分队躲避，以期日后东山再起。此后，全罗道、忠清道、庆尚道等都被日军和亲日政府控制。参加起义的农民遭到当局血腥报复，连家属也不放过，约三、四十万人被屠杀。当局悬赏一千两白银捉拿全琫准。全琫准原本想在淳昌郡金敬天家中躲避。不料金敬天当时已经变节，将全琫准交给了朝廷，后被押往汉城。1895年4月23日（农历3月29日），全琫准被日本当局和朝鲜亲日政府处死。:36-39

## 纪念

### 纪念物
- 韩国全罗北道井邑市建有东学农民革命纪念馆。[6]
- 韩国全罗北道高敞郡和忠清北道报恩郡建有东学农民革命纪念公园。[7]
- 1981年11月28日，位于韩国全罗北道井邑市梨平面的全琫准古宅遗址被指定为韩国历史遗迹第293号。[7]
- 韩国全罗南道灵光郡黄土岘建有纪念黄土岘战役（朝鲜语：황토현 전투）的黄土岘纪念馆。[7]
- 韩国全罗北道全州韩屋村（朝鲜语：전주한옥마을）建有东学农民革命纪念馆
- 韩国全罗北道全州市多佳公园 建有东学农民军全州入城碑。[7]

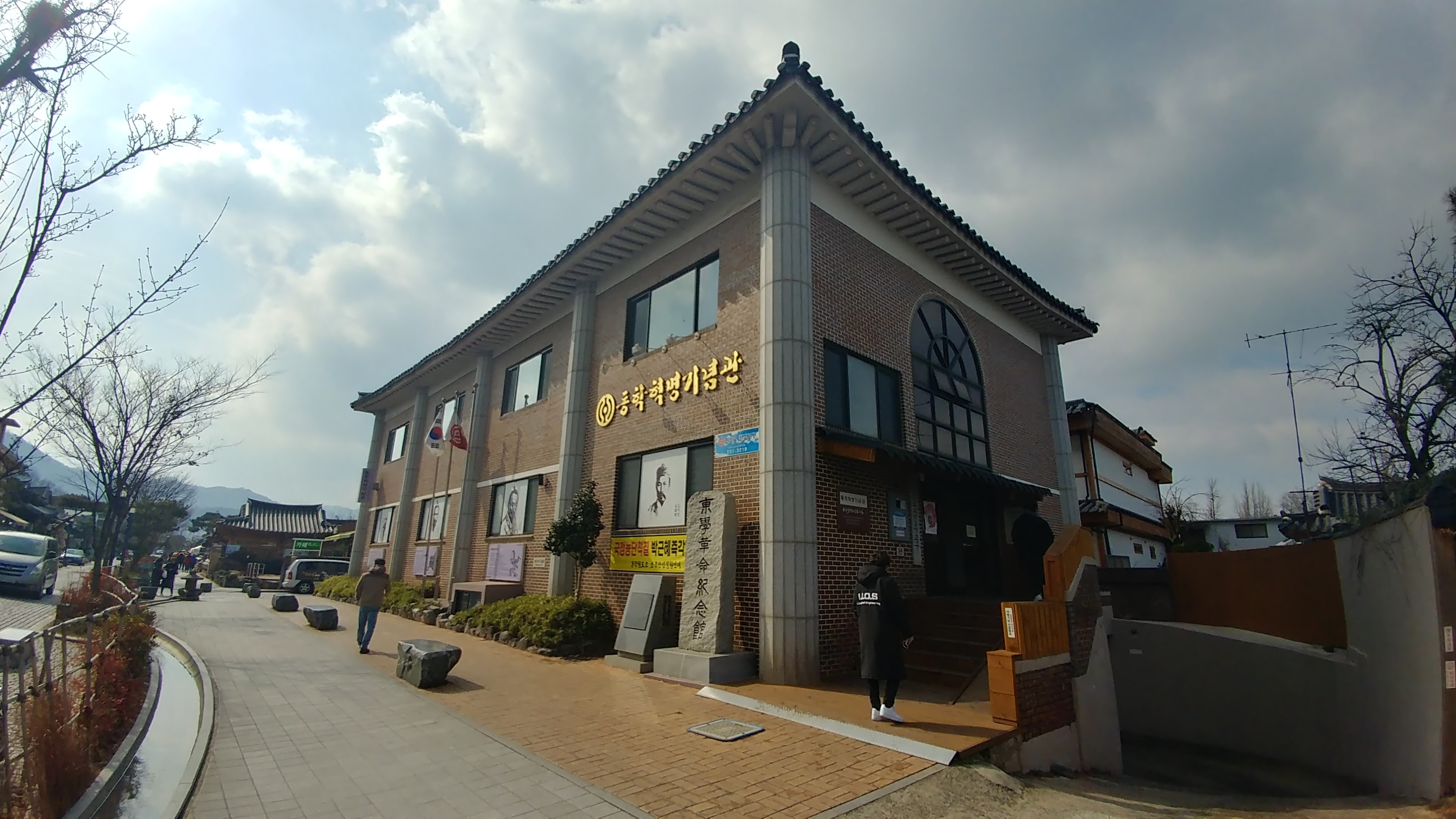
韩国全罗北道全州韩屋村东学农民革命纪念馆

- 韩国忠清南道公州市建有韩国前总统朴正熙题词的东学革命军慰灵塔。[7]
- 韩国全罗北道扶安郡白山建有东学革命白山倡议碑。[7]
- 韩国全罗北道扶安郡建有甲午东学革命纪念塔。[8]:171

### 邮票
- 1964年，朝鲜民主主义人民共和国发行了甲午农民战争爆发七十周年纪念邮票。[9]
- 1994年，朝鲜民主主义人民共和国发行了甲午农民战争爆发一百周年纪念邮票。[9]

### 影视作品
- 《开辟（朝鲜语：개벽 (영화)）》：林权泽执导的韩国电影，1992年大钟奖最佳电影
- 《绿豆花》：2019年韩国SBS电视剧